# 東院道

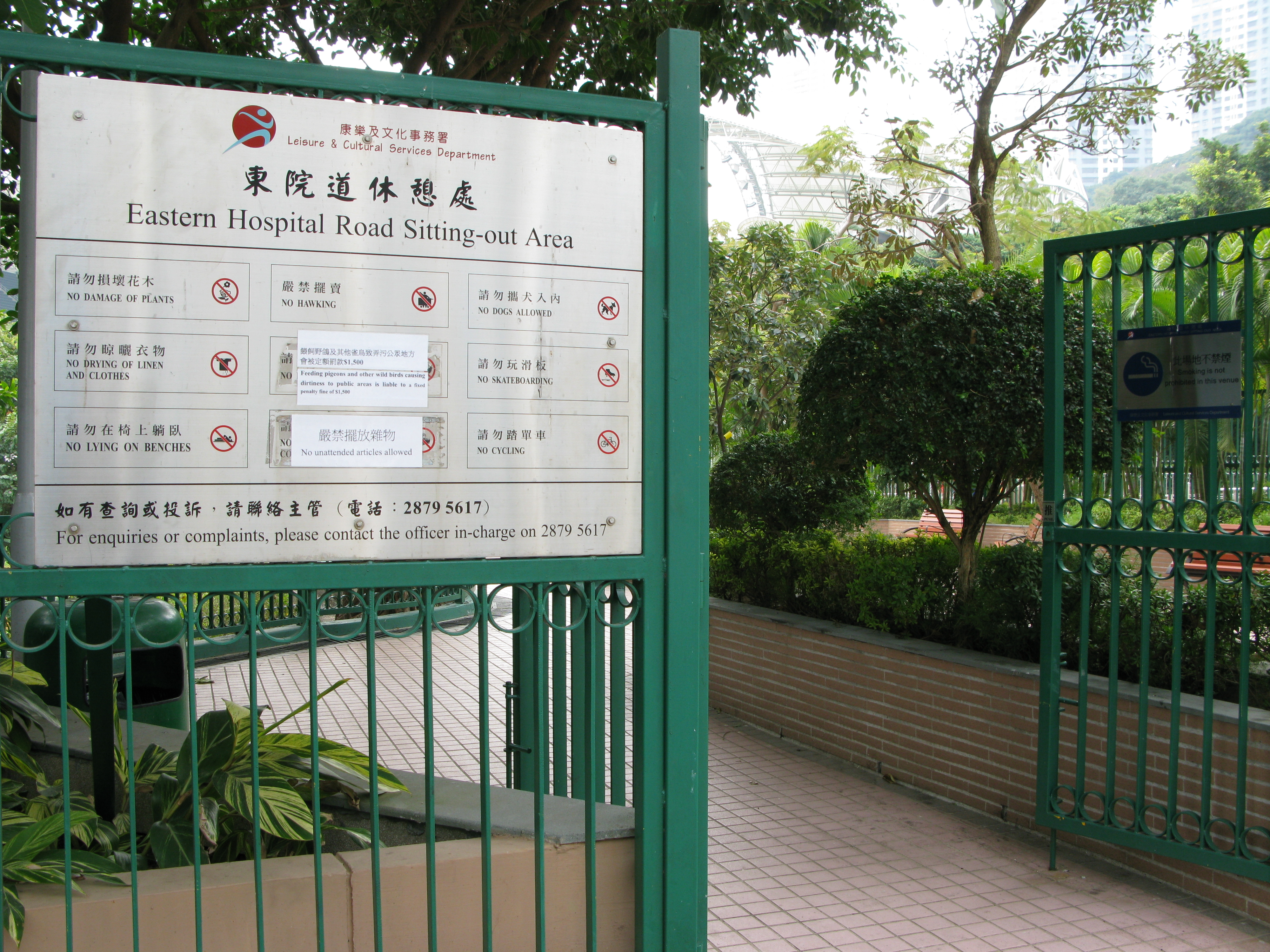
東院道休憩處入口

東院道（英語：Eastern Hospital Road），是香港島銅鑼灣南部掃桿埔的一條道路，因東華東院而得名，與東院道相聯的街道有銅鑼灣道、嘉寧徑、棉花路、大球場徑及加路連山道。
東院道沿途還有其他著名建築物，包括聖保祿醫院、聖馬利亞堂、掃桿埔運動場、何東中學、官立嘉道理爵士小學、香港佛教聯合會文化中心及孔聖堂禮仁書院。
東院道是一條J字型的平路，路上有不少學習駕駛的車輛出沒，也曾是香港區私家車考試場地之一。

## 歷史
在東華東院之前，灣仔區內的第一所華人醫院，是一間只有十張病床的醫院，名為集善醫院，它是由街坊籌集善款開辦，位於皇后大道東。 在1911年，該醫院由東華三院代為管理。 及后，東華總理為改善服務華人的醫療設施，決議建東華東院，適逢1918年第一次世界大戰，1920年代香港海員大罷工、省港大罷工，所以此項目要待1929年始能建成。 開幕於11月27日，由港督金文泰主持。 而其必經之路，東院道由此得名。
1918年2月26日跑馬地馬場大火後，這數百屍體及殘肢主要葬於掃桿埔山上荒廢的咖啡園。而當時運送屍體經聖保祿醫院旁的山路運上掃桿埔山上咖啡園的運屍山路，便是現在的東院道但當年還沒有名稱。直至1928年東華東院在該處落成之後才被命名為東院道。

## 交匯道路

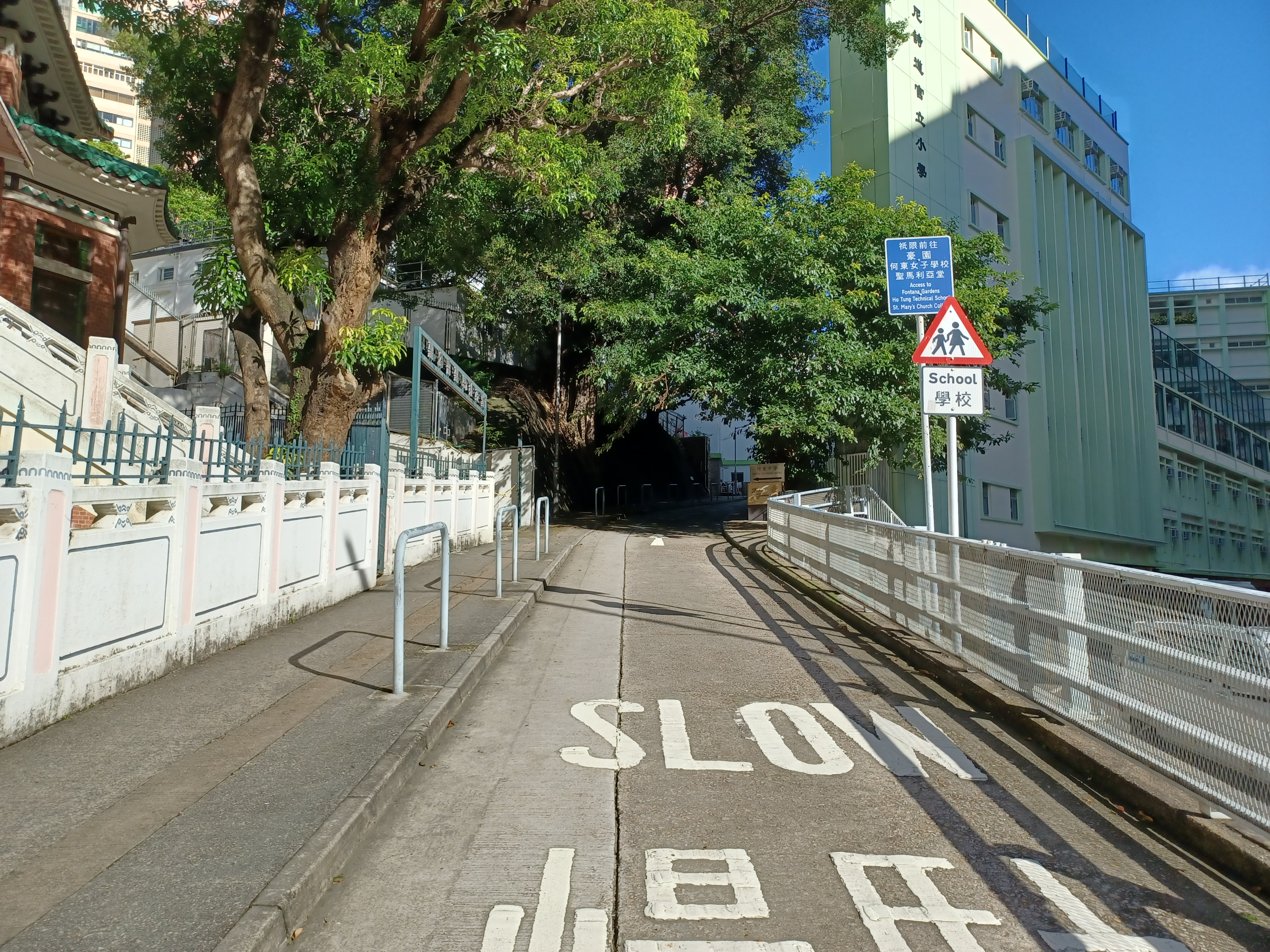
嘉寧徑

- 銅鑼灣道
- 禮頓道
- 嘉寧徑
- 棉花路
- 大球場徑
- 加路連山道

## 相關
- 大帽山綁架案